# Liste des planètes mineures non numérotées découvertes en septembre 2007
Pour un article plus général, voir Liste des planètes mineures non numérotées découvertes en 2007.
Pour un article plus général, voir Liste des planètes mineures.
Cet article dresse la liste des planètes mineures (astéroïdes, centaures, objets transneptuniens et assimilés) non numérotées découvertes en septembre 2007 dans l'ordre de leur découverte.
Au 15 janvier 2025, 661 077 des 1 434 993 planètes mineures répertoriées par le Centre des planètes mineures ne sont pas encore numérotées, soit 46,07 %.

## Rappel concernant la désignation provisoire
La désignation provisoire indique l'ordre de découverte de ces objets. En effet, cette désignation est composée de l'année de découverte (par exemple 2007) suivie de la quinzaine (demi-mois) de découverte (p.e. A = 1-15 janvier) puis de l'ordre de découverte dans cette quinzaine. Cet ordre est indiqué par une lettre et éventuellement un chiffre comme suit : A pour la première découverte, B pour la deuxième, ..., Z pour la 25e (le I n'est pas utilisé pour éviter la confusion avec 1), A1 pour la 26e, B1 pour la 27e, etc. , Z1 pour la 50e, A2 pour la 51e, B2 pour la 52e, etc. L'ordre de la numérotation ne suit donc pas l'ordre alphanumérique. 2007 AA1 suit ainsi 2007 AZ et précède 2007 AB1.

## Liste

### Du1erau 15 septembre 2007
- 2007 RA1
- 2007 RB1
- 2007 RC1
- 2007 RD1
- 2007 RE1
- 2007 RF1
- 2007 RG1
- 2007 RH1
- 2007 RJ1
- 2007 RO1
- 2007 RS1
- 2007 RT1
- 2007 RV1
- 2007 RD2
- 2007 RE2
- 2007 RF2
- 2007 RG2
- 2007 RH2
- 2007 RJ2
- 2007 RL2
- 2007 RN3
- 2007 RO3
- 2007 RT3
- 2007 RX3
- 2007 RA4
- 2007 RX4
- 2007 RB7
- 2007 RA8
- 2007 RE8
- 2007 RK8
- 2007 RN8
- 2007 RQ8
- 2007 RV8
- 2007 RW8
- 2007 RX8
- 2007 RY8
- 2007 RZ8
- 2007 RA9
- 2007 RD9
- 2007 RM9
- 2007 RP9
- 2007 RS9
- 2007 RU9
- 2007 RV9
- 2007 RX9
- 2007 RY9
- 2007 RU10
- 2007 RD11
- 2007 RU11
- 2007 RP12
- 2007 RQ12
- 2007 RR12
- 2007 RS12
- 2007 RT12
- 2007 RV12
- 2007 RS13
- 2007 RU13
- 2007 RP15
- 2007 RC16
- 2007 RJ17
- 2007 RO17
- 2007 RP17
- 2007 RR17
- 2007 RS17
- 2007 RT17
- 2007 RU17
- 2007 RW17
- 2007 RT18
- 2007 RU19
- 2007 RV19
- 2007 RW19
- 2007 RY19
- 2007 RZ19
- 2007 RA20
- 2007 RC20
- 2007 RD20
- 2007 RV20
- 2007 RW22
- 2007 RZ23
- 2007 RJ24
- 2007 RR24
- 2007 RU24
- 2007 RB25
- 2007 RC25
- 2007 RD25
- 2007 RG25
- 2007 RK25
- 2007 RN25
- 2007 RQ25
- 2007 RZ25
- 2007 RE26
- 2007 RG26
- 2007 RJ26
- 2007 RK27
- 2007 RO28
- 2007 RW28
- 2007 RZ28
- 2007 RD29
- 2007 RV30
- 2007 RT31
- 2007 RQ33
- 2007 RR34
- 2007 RD35
- 2007 RY36
- 2007 RF39
- 2007 RA40
- 2007 RB40
- 2007 RY40
- 2007 RA41
- 2007 RZ41
- 2007 RB42
- 2007 RG42
- 2007 RL42
- 2007 RZ42
- 2007 RH43
- 2007 RM43
- 2007 RP43
- 2007 RZ43
- 2007 RC44
- 2007 RW44
- 2007 RA45
- 2007 RW45
- 2007 RC46
- 2007 RE46
- 2007 RH46
- 2007 RN46
- 2007 RA47
- 2007 RG47
- 2007 RM47
- 2007 RS47
- 2007 RX47
- 2007 RK48
- 2007 RU48
- 2007 RZ48
- 2007 RC49
- 2007 RJ49
- 2007 RN49
- 2007 RD50
- 2007 RP50
- 2007 RS50
- 2007 RF51
- 2007 RM51
- 2007 RW51
- 2007 RT52
- 2007 RU52
- 2007 RA53
- 2007 RC53
- 2007 RF53
- 2007 RM53
- 2007 RR53
- 2007 RW53
- 2007 RZ53
- 2007 RW54
- 2007 RA55
- 2007 RW55
- 2007 RZ55
- 2007 RA56
- 2007 RB56
- 2007 RJ56
- 2007 RK56
- 2007 RM56
- 2007 RX56
- 2007 RP58
- 2007 RP59
- 2007 RQ59
- 2007 RC60
- 2007 RB61
- 2007 RF61
- 2007 RG61
- 2007 RJ61
- 2007 RK61
- 2007 RP61
- 2007 RR61
- 2007 RS61
- 2007 RT61
- 2007 RX61
- 2007 RA62
- 2007 RB62
- 2007 RH62
- 2007 RK62
- 2007 RS62
- 2007 RU62
- 2007 RX62
- 2007 RY62
- 2007 RE63
- 2007 RF63
- 2007 RJ63
- 2007 RF64
- 2007 RN64
- 2007 RQ64
- 2007 RY64
- 2007 RA65
- 2007 RJ65
- 2007 RN65
- 2007 RQ65
- 2007 RU65
- 2007 RV65
- 2007 RA66
- 2007 RE66
- 2007 RQ66
- 2007 RT66
- 2007 RB67
- 2007 RC67
- 2007 RE67
- 2007 RG67
- 2007 RN67
- 2007 RX67
- 2007 RA68
- 2007 RD68
- 2007 RG68
- 2007 RM68
- 2007 RB69
- 2007 RF69
- 2007 RH69
- 2007 RO69
- 2007 RP69
- 2007 RV69
- 2007 RB70
- 2007 RH70
- 2007 RQ70
- 2007 RT70
- 2007 RH71
- 2007 RL71
- 2007 RV71
- 2007 RV72
- 2007 RZ72
- 2007 RB73
- 2007 RC73
- 2007 RF73
- 2007 RG73
- 2007 RH73
- 2007 RP73
- 2007 RR73
- 2007 RS73
- 2007 RW73
- 2007 RY73
- 2007 RZ73
- 2007 RB74
- 2007 RD74
- 2007 RE74
- 2007 RK74
- 2007 RN74
- 2007 RT74
- 2007 RZ74
- 2007 RH75
- 2007 RL75
- 2007 RN75
- 2007 RZ75
- 2007 RE76
- 2007 RQ76
- 2007 RS76
- 2007 RW76
- 2007 RZ76
- 2007 RB77
- 2007 RD77
- 2007 RJ77
- 2007 RW77
- 2007 RX77
- 2007 RY77
- 2007 RF78
- 2007 RM78
- 2007 RW78
- 2007 RY78
- 2007 RZ78
- 2007 RC79
- 2007 RR79
- 2007 RV79
- 2007 RX79
- 2007 RA80
- 2007 RN80
- 2007 RT80
- 2007 RW80
- 2007 RD81
- 2007 RM81
- 2007 RW81
- 2007 RB82
- 2007 RG82
- 2007 RQ82
- 2007 RV82
- 2007 RB83
- 2007 RG83
- 2007 RH83
- 2007 RJ83
- 2007 RP84
- 2007 RD85
- 2007 RH85
- 2007 RM85
- 2007 RO85
- 2007 RP85
- 2007 RJ86
- 2007 RM86
- 2007 RR86
- 2007 RY86
- 2007 RG87
- 2007 RJ87
- 2007 RX87
- 2007 RF88
- 2007 RG88
- 2007 RL88
- 2007 RV88
- 2007 RW88
- 2007 RY88
- 2007 RA89
- 2007 RE89
- 2007 RG89
- 2007 RL89
- 2007 RP89
- 2007 RU89
- 2007 RV89
- 2007 RE90
- 2007 RK91
- 2007 RU91
- 2007 RV91
- 2007 RH92
- 2007 RQ92
- 2007 RR92
- 2007 RZ92
- 2007 RB93
- 2007 RD93
- 2007 RS93
- 2007 RR96
- 2007 RS96
- 2007 RW96
- 2007 RK97
- 2007 RN97
- 2007 RR97
- 2007 RW97
- 2007 RH98
- 2007 RN98
- 2007 RA99
- 2007 RO99
- 2007 RA100
- 2007 RP100
- 2007 RR100
- 2007 RB101
- 2007 RC101
- 2007 RF101
- 2007 RR101
- 2007 RW101
- 2007 RL102
- 2007 RN102
- 2007 RS102
- 2007 RM103
- 2007 RC104
- 2007 RG104
- 2007 RM104
- 2007 RR104
- 2007 RX104
- 2007 RY104
- 2007 RE105
- 2007 RH106
- 2007 RL106
- 2007 RN106
- 2007 RQ106
- 2007 RS106
- 2007 RV106
- 2007 RH107
- 2007 RJ107
- 2007 RY107
- 2007 RC108
- 2007 RF108
- 2007 RK108
- 2007 RM108
- 2007 RN108
- 2007 RR108
- 2007 RH109
- 2007 RW109
- 2007 RZ109
- 2007 RA110
- 2007 RE110
- 2007 RG110
- 2007 RO110
- 2007 RT110
- 2007 RD111
- 2007 RK111
- 2007 RL111
- 2007 RC112
- 2007 RV112
- 2007 RZ112
- 2007 RL113
- 2007 RD114
- 2007 RF114
- 2007 RG114
- 2007 RH114
- 2007 RJ114
- 2007 RP114
- 2007 RV114
- 2007 RX114
- 2007 RZ114
- 2007 RE115
- 2007 RK115
- 2007 RQ115
- 2007 RV116
- 2007 RW116
- 2007 RB117
- 2007 RE117
- 2007 RO117
- 2007 RS117
- 2007 RT117
- 2007 RV117
- 2007 RD118
- 2007 RX118
- 2007 RG120
- 2007 RE121
- 2007 RK121
- 2007 RN121
- 2007 RL122
- 2007 RS122
- 2007 RU122
- 2007 RE123
- 2007 RF123
- 2007 RG123
- 2007 RH123
- 2007 RO123
- 2007 RH124
- 2007 RJ124
- 2007 RU124
- 2007 RW124
- 2007 RZ124
- 2007 RF125
- 2007 RG126
- 2007 RJ126
- 2007 RQ126
- 2007 RS126
- 2007 RV126
- 2007 RB127
- 2007 RG127
- 2007 RJ127
- 2007 RH128
- 2007 RQ128
- 2007 RK129
- 2007 RB130
- 2007 RH130
- 2007 RM130
- 2007 RD131
- 2007 RF131
- 2007 RG131
- 2007 RH131
- 2007 RM131
- 2007 RX131
- 2007 RY131
- 2007 RY132
- 2007 RA133
- 2007 RL133
- 2007 RN133
- 2007 RO133
- 2007 RP133
- 2007 RQ133
- 2007 RE134
- 2007 RV135
- 2007 RW135
- 2007 RD136
- 2007 RN136
- 2007 RK137
- 2007 RT142
- 2007 RQ144
- 2007 RP146
- 2007 RS146
- 2007 RM147
- 2007 RU147
- 2007 RV147
- 2007 RM150
- 2007 RD151
- 2007 RF152
- 2007 RQ153
- 2007 RR153
- 2007 RV153
- 2007 RE154
- 2007 RV154
- 2007 RL155
- 2007 RM155
- 2007 RV155
- 2007 RC156
- 2007 RH156
- 2007 RJ156
- 2007 RV156
- 2007 RJ157
- 2007 RT158
- 2007 RW158
- 2007 RX158
- 2007 RC159
- 2007 RF159
- 2007 RL159
- 2007 RM159
- 2007 RP159
- 2007 RU159
- 2007 RX159
- 2007 RY159
- 2007 RZ159
- 2007 RD160
- 2007 RK160
- 2007 RL160
- 2007 RN160
- 2007 RS160
- 2007 RB161
- 2007 RD161
- 2007 RX161
- 2007 RZ161
- 2007 RT162
- 2007 RU162
- 2007 RC163
- 2007 RD163
- 2007 RF163
- 2007 RG163
- 2007 RJ163
- 2007 RX163
- 2007 RA164
- 2007 RB164
- 2007 RC164
- 2007 RE164
- 2007 RH164
- 2007 RN164
- 2007 RY164
- 2007 RH165
- 2007 RJ165
- 2007 RL165
- 2007 RN165
- 2007 RP166
- 2007 RR166
- 2007 RZ166
- 2007 RB167
- 2007 RD167
- 2007 RF167
- 2007 RG167
- 2007 RO167
- 2007 RV167
- 2007 RA168
- 2007 RM168
- 2007 RP168
- 2007 RQ168
- 2007 RR168
- 2007 RU168
- 2007 RX168
- 2007 RG169
- 2007 RS169
- 2007 RY169
- 2007 RC170
- 2007 RQ170
- 2007 RU170
- 2007 RV170
- 2007 RX170
- 2007 RB171
- 2007 RE171
- 2007 RK171
- 2007 RU171
- 2007 RF172
- 2007 RG172
- 2007 RK172
- 2007 RQ172
- 2007 RU172
- 2007 RV172
- 2007 RU173
- 2007 RZ173
- 2007 RB174
- 2007 RC174
- 2007 RJ174
- 2007 RN174
- 2007 RO174
- 2007 RP174
- 2007 RX174
- 2007 RA175
- 2007 RE175
- 2007 RQ175
- 2007 RA176
- 2007 RO176
- 2007 RP176
- 2007 RX176
- 2007 RC177
- 2007 RJ177
- 2007 RN177
- 2007 RP177
- 2007 RT177
- 2007 RB178
- 2007 RF178
- 2007 RO178
- 2007 RB180
- 2007 RE180
- 2007 RU180
- 2007 RY180
- 2007 RC181
- 2007 RF181
- 2007 RH181
- 2007 RK181
- 2007 RL181
- 2007 RM181
- 2007 RO181
- 2007 RC182
- 2007 RM182
- 2007 RV182
- 2007 RZ182
- 2007 RC183
- 2007 RF183
- 2007 RG183
- 2007 RJ183
- 2007 RK183
- 2007 RM183
- 2007 RR183
- 2007 RU183
- 2007 RW183
- 2007 RY183
- 2007 RL184
- 2007 RM184
- 2007 RU184
- 2007 RA185
- 2007 RF185
- 2007 RG185
- 2007 RR185
- 2007 RW185
- 2007 RB186
- 2007 RG186
- 2007 RP186
- 2007 RS186
- 2007 RD187
- 2007 RH187
- 2007 RK187
- 2007 RL187
- 2007 RL188
- 2007 RM188
- 2007 RN188
- 2007 RT188
- 2007 RU188
- 2007 RW188
- 2007 RX188
- 2007 RK189
- 2007 RL189
- 2007 RY189
- 2007 RH190
- 2007 RM190
- 2007 RX190
- 2007 RN191
- 2007 RZ191
- 2007 RD192
- 2007 RT192
- 2007 RC193
- 2007 RG193
- 2007 RW193
- 2007 RY193
- 2007 RZ193
- 2007 RA194
- 2007 RJ194
- 2007 RL194
- 2007 RP194
- 2007 RW194
- 2007 RX194
- 2007 RZ194
- 2007 RC195
- 2007 RF195
- 2007 RN195
- 2007 RW195
- 2007 RX195
- 2007 RP197
- 2007 RS197
- 2007 RA198
- 2007 RE198
- 2007 RG198
- 2007 RM198
- 2007 RT198
- 2007 RH199
- 2007 RO199
- 2007 RS199
- 2007 RU199
- 2007 RV199
- 2007 RD200
- 2007 RE200
- 2007 RJ200
- 2007 RS200
- 2007 RT200
- 2007 RU200
- 2007 RE201
- 2007 RN201
- 2007 RB202
- 2007 RC202
- 2007 RM202
- 2007 RN202
- 2007 RH203
- 2007 RK205
- 2007 RS205
- 2007 RV206
- 2007 RA207
- 2007 RE207
- 2007 RR207
- 2007 RW207
- 2007 RX207
- 2007 RA208
- 2007 RD208
- 2007 RJ208
- 2007 RV208
- 2007 RT209
- 2007 RC210
- 2007 RK210
- 2007 RW210
- 2007 RX210
- 2007 RW211
- 2007 RX211
- 2007 RA212
- 2007 RF212
- 2007 RG212
- 2007 RJ212
- 2007 RM213
- 2007 RV213
- 2007 RW213
- 2007 RX213
- 2007 RY213
- 2007 RD214
- 2007 RJ214
- 2007 RL214
- 2007 RN214
- 2007 RV214
- 2007 RK215
- 2007 RN215
- 2007 RO215
- 2007 RW215
- 2007 RC216
- 2007 RL216
- 2007 RC217
- 2007 RL217
- 2007 RM217
- 2007 RN217
- 2007 RQ217
- 2007 RR217
- 2007 RX218
- 2007 RY219
- 2007 RZ219
- 2007 RL220
- 2007 RN220
- 2007 RB221
- 2007 RR221
- 2007 RW221
- 2007 RP222
- 2007 RT222
- 2007 RW222
- 2007 RM223
- 2007 RN223
- 2007 RF224
- 2007 RM224
- 2007 RY224
- 2007 RZ224
- 2007 RC225
- 2007 RJ225
- 2007 RK225
- 2007 RS225
- 2007 RY225
- 2007 RB226
- 2007 RE226
- 2007 RJ226
- 2007 RV226
- 2007 RY226
- 2007 RA227
- 2007 RC227
- 2007 RJ227
- 2007 RN228
- 2007 RU228
- 2007 RK229
- 2007 RR229
- 2007 RG230
- 2007 RY230
- 2007 RB231
- 2007 RE231
- 2007 RQ231
- 2007 RU231
- 2007 RY231
- 2007 RZ231
- 2007 RB232
- 2007 RH232
- 2007 RR234
- 2007 RZ234
- 2007 RG235
- 2007 RM235
- 2007 RP235
- 2007 RR235
- 2007 RT235
- 2007 RA237
- 2007 RL237
- 2007 RO237
- 2007 RV237
- 2007 RY237
- 2007 RZ237
- 2007 RA238
- 2007 RD238
- 2007 RE238
- 2007 RF238
- 2007 RJ238
- 2007 RM238
- 2007 RK240
- 2007 RV240
- 2007 RW240
- 2007 RX240
- 2007 RE242
- 2007 RP243
- 2007 RJ244
- 2007 RL245
- 2007 RK246
- 2007 RC247
- 2007 RF247
- 2007 RH247
- 2007 RL247
- 2007 RA248
- 2007 RC248
- 2007 RV248
- 2007 RW249
- 2007 RJ250
- 2007 RR250
- 2007 RZ250
- 2007 RD251
- 2007 RE251
- 2007 RO251
- 2007 RQ251
- 2007 RR251
- 2007 RY251
- 2007 RB252
- 2007 RM252
- 2007 RN252
- 2007 RT252
- 2007 RU252
- 2007 RX252
- 2007 RC253
- 2007 RT253
- 2007 RX253
- 2007 RY253
- 2007 RZ253
- 2007 RV254
- 2007 RN255
- 2007 RQ255
- 2007 RX255
- 2007 RF256
- 2007 RP256
- 2007 RQ256
- 2007 RM257
- 2007 RN257
- 2007 RO257
- 2007 RV257
- 2007 RZ257
- 2007 RE258
- 2007 RF258
- 2007 RK258
- 2007 RL259
- 2007 RT259
- 2007 RZ259
- 2007 RR260
- 2007 RO261
- 2007 RV261
- 2007 RS262
- 2007 RQ263
- 2007 RX263
- 2007 RG264
- 2007 RH264
- 2007 RM264
- 2007 RN264
- 2007 RO264
- 2007 RW264
- 2007 RP265
- 2007 RQ265
- 2007 RW265
- 2007 RX265
- 2007 RZ265
- 2007 RD266
- 2007 RK266
- 2007 RM266
- 2007 RQ266
- 2007 RS266
- 2007 RZ266
- 2007 RN267
- 2007 RO268
- 2007 RW268
- 2007 RD269
- 2007 RQ269
- 2007 RT269
- 2007 RY269
- 2007 RX270
- 2007 RY270
- 2007 RK271
- 2007 RY271
- 2007 RD272
- 2007 RE272
- 2007 RA273
- 2007 RE273
- 2007 RH273
- 2007 RK273
- 2007 RQ273
- 2007 RY273
- 2007 RA274
- 2007 RN274
- 2007 RQ274
- 2007 RS274
- 2007 RU274
- 2007 RZ274
- 2007 RA275
- 2007 RH275
- 2007 RF276
- 2007 RN277
- 2007 RK279
- 2007 RM279
- 2007 RA280
- 2007 RX281
- 2007 RW282
- 2007 RJ287
- 2007 RK287
- 2007 RW287
- 2007 RO288
- 2007 RQ288
- 2007 RR288
- 2007 RA289
- 2007 RN289
- 2007 RQ289
- 2007 RB290
- 2007 RS290
- 2007 RH291
- 2007 RZ291
- 2007 RB292
- 2007 RK292
- 2007 RQ292
- 2007 RU292
- 2007 RE293
- 2007 RJ293
- 2007 RL293
- 2007 RP293
- 2007 RR294
- 2007 RY294
- 2007 RC295
- 2007 RL297
- 2007 RV297
- 2007 RW297
- 2007 RB298
- 2007 RF298
- 2007 RD299
- 2007 RF299
- 2007 RN299
- 2007 RX299
- 2007 RG300
- 2007 RJ300
- 2007 RK300
- 2007 RO300
- 2007 RQ300
- 2007 RT300
- 2007 RX300
- 2007 RH301
- 2007 RJ301
- 2007 RA302
- 2007 RS302
- 2007 RU302
- 2007 RL303
- 2007 RQ303
- 2007 RU303
- 2007 RZ303
- 2007 RF304
- 2007 RN304
- 2007 RB305
- 2007 RD305
- 2007 RH305
- 2007 RL305
- 2007 RP305
- 2007 RS305
- 2007 RC306
- 2007 RK306
- 2007 RQ306
- 2007 RS306
- 2007 RY306
- 2007 RH308
- 2007 RO308
- 2007 RZ308
- 2007 RA311
- 2007 RR311
- 2007 RF314
- 2007 RL314
- 2007 RN314
- 2007 RO314
- 2007 RP314
- 2007 RS314
- 2007 RE315
- 2007 RF315
- 2007 RJ315
- 2007 RY315
- 2007 RW316
- 2007 RE317
- 2007 RH317
- 2007 RJ317
- 2007 RG319
- 2007 RA320
- 2007 RC320
- 2007 RE320
- 2007 RF320
- 2007 RN320
- 2007 RL321
- 2007 RW321
- 2007 RY321
- 2007 RB322
- 2007 RN322
- 2007 RO322
- 2007 RM323
- 2007 RN324
- 2007 RP324
- 2007 RP325
- 2007 RW326
- 2007 RX326
- 2007 RY326
- 2007 RZ326
- 2007 RG327
- 2007 RH327
- 2007 RQ327
- 2007 RT327
- 2007 RB328
- 2007 RO328
- 2007 RR328
- 2007 RT328
- 2007 RU328
- 2007 RB329
- 2007 RG329
- 2007 RK329
- 2007 RM329
- 2007 RV329
- 2007 RA330
- 2007 RC330
- 2007 RE330
- 2007 RG330
- 2007 RH330
- 2007 RJ330
- 2007 RM330
- 2007 RQ330
- 2007 RT330
- 2007 RU330
- 2007 RW330
- 2007 RX330
- 2007 RY330
- 2007 RA331
- 2007 RC331
- 2007 RE331
- 2007 RH331
- 2007 RK331
- 2007 RP331
- 2007 RQ331
- 2007 RR331
- 2007 RU331
- 2007 RW331
- 2007 RY331
- 2007 RZ331
- 2007 RC332
- 2007 RH332
- 2007 RM332
- 2007 RR332
- 2007 RT332
- 2007 RV332
- 2007 RB334
- 2007 RL334
- 2007 RR334
- 2007 RS334
- 2007 RZ334
- 2007 RM335
- 2007 RQ335
- 2007 RS335
- 2007 RD336
- 2007 RF336
- 2007 RG336
- 2007 RH336
- 2007 RJ336
- 2007 RK336
- 2007 RL336
- 2007 RN336
- 2007 RP336
- 2007 RQ336
- 2007 RU336
- 2007 RX336
- 2007 RC337
- 2007 RG337
- 2007 RH337
- 2007 RK337
- 2007 RN337
- 2007 RP337
- 2007 RQ337
- 2007 RS337
- 2007 RT337
- 2007 RU337
- 2007 RW337
- 2007 RZ337
- 2007 RA338
- 2007 RB338
- 2007 RC338
- 2007 RD338
- 2007 RE338
- 2007 RG338
- 2007 RH338
- 2007 RJ338
- 2007 RM339
- 2007 RY339
- 2007 RH340
- 2007 RP340
- 2007 RS340
- 2007 RF341
- 2007 RJ341
- 2007 RP341
- 2007 RX341
- 2007 RN342
- 2007 RO342
- 2007 RT342
- 2007 RU342
- 2007 RX342
- 2007 RB343
- 2007 RJ343
- 2007 RK343
- 2007 RS343
- 2007 RT343
- 2007 RV343
- 2007 RX343
- 2007 RA344
- 2007 RG344
- 2007 RJ344
- 2007 RM344
- 2007 RN344
- 2007 RQ344
- 2007 RT344
- 2007 RZ344
- 2007 RA345
- 2007 RD345
- 2007 RK345
- 2007 RN345
- 2007 RP345
- 2007 RQ345
- 2007 RR345
- 2007 RS345
- 2007 RT345
- 2007 RX345
- 2007 RY345
- 2007 RB346
- 2007 RC346
- 2007 RD346
- 2007 RE346
- 2007 RF346
- 2007 RH346
- 2007 RJ346
- 2007 RK346
- 2007 RM346
- 2007 RN346
- 2007 RO346
- 2007 RP346
- 2007 RQ346
- 2007 RR346
- 2007 RS346
- 2007 RT346
- 2007 RG347
- 2007 RN347
- 2007 RS347
- 2007 RC348
- 2007 RM348
- 2007 RQ348
- 2007 RS348
- 2007 RU348
- 2007 RV348
- 2007 RY348
- 2007 RA349
- 2007 RB349
- 2007 RC349
- 2007 RD349
- 2007 RF349
- 2007 RH349
- 2007 RK349
- 2007 RM349
- 2007 RN349
- 2007 RO349
- 2007 RP349
- 2007 RQ349
- 2007 RR349
- 2007 RE350
- 2007 RF350
- 2007 RG350
- 2007 RH350
- 2007 RJ350
- 2007 RK350
- 2007 RL350
- 2007 RN350
- 2007 RO350
- 2007 RP350
- 2007 RR350
- 2007 RB351
- 2007 RO351
- 2007 RP351
- 2007 RQ351
- 2007 RU351
- 2007 RW351
- 2007 RZ351
- 2007 RD352
- 2007 RE352
- 2007 RG352
- 2007 RK352
- 2007 RQ352
- 2007 RT352
- 2007 RU352
- 2007 RV352
- 2007 RX352
- 2007 RY352
- 2007 RZ352
- 2007 RA353
- 2007 RD353
- 2007 RF353
- 2007 RO353
- 2007 RU353
- 2007 RV353
- 2007 RW353
- 2007 RX353
- 2007 RZ353
- 2007 RA354
- 2007 RB354
- 2007 RC354
- 2007 RE354
- 2007 RF354
- 2007 RK354
- 2007 RL354
- 2007 RL355
- 2007 RM355
- 2007 RP355
- 2007 RS355
- 2007 RV355
- 2007 RW355
- 2007 RZ355
- 2007 RA356
- 2007 RC356
- 2007 RD356
- 2007 RJ356
- 2007 RN356
- 2007 RX356
- 2007 RB357
- 2007 RC357
- 2007 RD357
- 2007 RF357
- 2007 RK357
- 2007 RL357
- 2007 RO357
- 2007 RR357
- 2007 RX357
- 2007 RY357
- 2007 RC358
- 2007 RD358
- 2007 RE358
- 2007 RF358
- 2007 RJ358
- 2007 RK358
- 2007 RM358
- 2007 RN358
- 2007 RO358
- 2007 RP358
- 2007 RQ358
- 2007 RR358
- 2007 RS358
- 2007 RV358
- 2007 RW358
- 2007 RE359
- 2007 RF359
- 2007 RH359
- 2007 RK359
- 2007 RL359
- 2007 RN359
- 2007 RP359
- 2007 RQ359
- 2007 RR359
- 2007 RS359
- 2007 RU359
- 2007 RW359
- 2007 RX359
- 2007 RZ359
- 2007 RA360
- 2007 RC360
- 2007 RD360
- 2007 RE360
- 2007 RF360
- 2007 RG360
- 2007 RH360
- 2007 RJ360
- 2007 RK360
- 2007 RL360
- 2007 RM360
- 2007 RN360
- 2007 RO360
- 2007 RP360
- 2007 RQ360
- 2007 RR360
- 2007 RS360
- 2007 RT360
- 2007 RU360
- 2007 RV360
- 2007 RW360
- 2007 RX360
- 2007 RY360
- 2007 RZ360
- 2007 RA361
- 2007 RB361
- 2007 RC361
- 2007 RD361
- 2007 RM361
- 2007 RN361
- 2007 RO361
- 2007 RS361
- 2007 RV361
- 2007 RW361
- 2007 RX361
- 2007 RY361
- 2007 RZ361
- 2007 RB362
- 2007 RC362
- 2007 RD362
- 2007 RE362
- 2007 RF362
- 2007 RG362
- 2007 RH362
- 2007 RK362
- 2007 RL362
- 2007 RM362
- 2007 RN362
- 2007 RO362
- 2007 RP362
- 2007 RQ362
- 2007 RR362
- 2007 RS362
- 2007 RT362
- 2007 RU362
- 2007 RV362
- 2007 RX362
- 2007 RZ362
- 2007 RA363
- 2007 RB363
- 2007 RC363
- 2007 RD363
- 2007 RF363
- 2007 RH363
- 2007 RJ363
- 2007 RL363
- 2007 RM363
- 2007 RN363
- 2007 RO363
- 2007 RP363
- 2007 RU363
- 2007 RV363
- 2007 RW363
- 2007 RX363
- 2007 RY363
- 2007 RA364
- 2007 RB364
- 2007 RC364
- 2007 RD364
- 2007 RF364
- 2007 RG364
- 2007 RJ364
- 2007 RP364
- 2007 RU364
- 2007 RW364
- 2007 RX364
- 2007 RY364
- 2007 RZ364
- 2007 RD365
- 2007 RF365
- 2007 RH365
- 2007 RJ365
- 2007 RK365
- 2007 RL365
- 2007 RM365
- 2007 RU365
- 2007 RX365
- 2007 RY365
- 2007 RZ365
- 2007 RE366
- 2007 RF366
- 2007 RG366
- 2007 RH366
- 2007 RJ366
- 2007 RK366
- 2007 RL366
- 2007 RO366
- 2007 RP366
- 2007 RS366
- 2007 RT366
- 2007 RV366
- 2007 RX366
- 2007 RY366
- 2007 RZ366
- 2007 RA367
- 2007 RC367
- 2007 RD367
- 2007 RE367
- 2007 RH367
- 2007 RK367
- 2007 RQ367
- 2007 RR367
- 2007 RS367
- 2007 RT367
- 2007 RU367
- 2007 RZ367
- 2007 RF368
- 2007 RJ368
- 2007 RK368
- 2007 RL368
- 2007 RM368
- 2007 RN368
- 2007 RQ368
- 2007 RR368
- 2007 RS368
- 2007 RT368
- 2007 RU368
- 2007 RV368
- 2007 RY368
- 2007 RA369
- 2007 RC369
- 2007 RD369
- 2007 RE369
- 2007 RF369
- 2007 RJ369
- 2007 RL369
- 2007 RN369
- 2007 RO369
- 2007 RP369
- 2007 RQ369
- 2007 RR369
- 2007 RU369
- 2007 RW369
- 2007 RX369
- 2007 RB370
- 2007 RC370
- 2007 RD370
- 2007 RE370
- 2007 RG370
- 2007 RH370
- 2007 RK370
- 2007 RO370
- 2007 RP370
- 2007 RR370
- 2007 RS370
- 2007 RT370
- 2007 RU370
- 2007 RV370
- 2007 RY370
- 2007 RZ370
- 2007 RA371
- 2007 RB371
- 2007 RD371
- 2007 RE371
- 2007 RF371
- 2007 RG371
- 2007 RH371
- 2007 RK371
- 2007 RL371
- 2007 RO371
- 2007 RR371
- 2007 RS371
- 2007 RU371
- 2007 RW371
- 2007 RX371
- 2007 RY371
- 2007 RA372
- 2007 RB372
- 2007 RC372
- 2007 RD372
- 2007 RH372
- 2007 RM372
- 2007 RO372
- 2007 RS372
- 2007 RT372
- 2007 RV372
- 2007 RW372
- 2007 RX372
- 2007 RZ372
- 2007 RA373
- 2007 RB373
- 2007 RC373
- 2007 RD373
- 2007 RF373
- 2007 RG373
- 2007 RH373
- 2007 RL373
- 2007 RN373
- 2007 RP373
- 2007 RQ373
- 2007 RR373
- 2007 RS373
- 2007 RU373
- 2007 RV373
- 2007 RW373
- 2007 RY373
- 2007 RA374
- 2007 RB374
- 2007 RC374
- 2007 RD374
- 2007 RE374
- 2007 RF374
- 2007 RG374
- 2007 RH374
- 2007 RJ374
- 2007 RK374
- 2007 RM374
- 2007 RN374
- 2007 RO374
- 2007 RS374
- 2007 RT374
- 2007 RU374
- 2007 RV374
- 2007 RY374
- 2007 RZ374
- 2007 RA375
- 2007 RC375
- 2007 RD375
- 2007 RF375
- 2007 RG375
- 2007 RK375
- 2007 RL375
- 2007 RN375
- 2007 RP375
- 2007 RQ375
- 2007 RR375
- 2007 RS375
- 2007 RT375
- 2007 RU375
- 2007 RV375
- 2007 RW375
- 2007 RZ375
- 2007 RA376
- 2007 RB376
- 2007 RC376
- 2007 RD376
- 2007 RE376
- 2007 RF376
- 2007 RH376
- 2007 RJ376
- 2007 RK376
- 2007 RL376
- 2007 RN376
- 2007 RP376
- 2007 RQ376
- 2007 RR376
- 2007 RV376
- 2007 RW376
- 2007 RX376
- 2007 RZ376
- 2007 RB377
- 2007 RC377
- 2007 RD377
- 2007 RE377
- 2007 RF377
- 2007 RH377
- 2007 RJ377
- 2007 RM377
- 2007 RN377
- 2007 RO377
- 2007 RP377
- 2007 RQ377
- 2007 RR377
- 2007 RT377
- 2007 RU377
- 2007 RV377
- 2007 RW377
- 2007 RY377
- 2007 RZ377
- 2007 RB378
- 2007 RC378
- 2007 RD378
- 2007 RF378
- 2007 RG378
- 2007 RH378
- 2007 RJ378
- 2007 RL378
- 2007 RM378
- 2007 RN378
- 2007 RO378
- 2007 RQ378
- 2007 RR378
- 2007 RS378
- 2007 RT378
- 2007 RU378
- 2007 RV378
- 2007 RW378
- 2007 RY378
- 2007 RD379
- 2007 RF379
- 2007 RK379
- 2007 RL379
- 2007 RM379
- 2007 RN379
- 2007 RP379
- 2007 RQ379
- 2007 RR379
- 2007 RS379
- 2007 RU379
- 2007 RV379
- 2007 RW379
- 2007 RX379
- 2007 RY379
- 2007 RZ379
- 2007 RB380
- 2007 RC380
- 2007 RD380
- 2007 RE380
- 2007 RF380
- 2007 RG380
- 2007 RH380
- 2007 RJ380
- 2007 RK380
- 2007 RL380
- 2007 RM380
- 2007 RP380
- 2007 RQ380
- 2007 RR380
- 2007 RS380
- 2007 RT380
- 2007 RU380
- 2007 RV380
- 2007 RX380
- 2007 RY380
- 2007 RZ380
- 2007 RD381
- 2007 RE381
- 2007 RF381
- 2007 RH381
- 2007 RJ381
- 2007 RL381
- 2007 RM381
- 2007 RN381
- 2007 RO381
- 2007 RP381
- 2007 RQ381
- 2007 RR381
- 2007 RS381
- 2007 RT381
- 2007 RU381
- 2007 RV381
- 2007 RY381
- 2007 RZ381
- 2007 RA382
- 2007 RB382
- 2007 RC382
- 2007 RD382
- 2007 RE382
- 2007 RF382
- 2007 RG382
- 2007 RH382
- 2007 RJ382
- 2007 RK382
- 2007 RL382
- 2007 RN382
- 2007 RO382
- 2007 RP382
- 2007 RR382
- 2007 RS382
- 2007 RT382
- 2007 RU382
- 2007 RV382
- 2007 RW382
- 2007 RX382
- 2007 RY382
- 2007 RZ382
- 2007 RB383
- 2007 RC383
- 2007 RF383
- 2007 RG383
- 2007 RH383
- 2007 RJ383
- 2007 RK383
- 2007 RL383
- 2007 RM383
- 2007 RN383
- 2007 RO383
- 2007 RP383
- 2007 RQ383
- 2007 RR383
- 2007 RS383
- 2007 RT383
- 2007 RU383
- 2007 RW383
- 2007 RX383
- 2007 RZ383
- 2007 RA384
- 2007 RB384
- 2007 RC384
- 2007 RD384
- 2007 RE384
- 2007 RG384
- 2007 RH384
- 2007 RJ384
- 2007 RK384
- 2007 RL384
- 2007 RM384
- 2007 RN384
- 2007 RP384
- 2007 RQ384
- 2007 RR384
- 2007 RS384
- 2007 RT384
- 2007 RU384
- 2007 RV384
- 2007 RW384
- 2007 RX384
- 2007 RY384
- 2007 RZ384
- 2007 RA385
- 2007 RB385
- 2007 RC385
- 2007 RD385
- 2007 RE385
- 2007 RF385
- 2007 RG385
- 2007 RJ385
- 2007 RK385
- 2007 RL385
- 2007 RM385
- 2007 RN385
- 2007 RO385
- 2007 RP385
- 2007 RQ385
- 2007 RR385
- 2007 RS385
- 2007 RT385
- 2007 RU385
- 2007 RV385
- 2007 RW385
- 2007 RX385
- 2007 RY385
- 2007 RZ385
- 2007 RA386
- 2007 RB386
- 2007 RC386
- 2007 RD386
- 2007 RF386
- 2007 RG386
- 2007 RH386
- 2007 RJ386
- 2007 RK386
- 2007 RM386
- 2007 RN386
- 2007 RO386
- 2007 RP386

### Du 16 au 30 septembre 2007
- 2007 SH
- 2007 SR
- 2007 SH1
- 2007 SS1
- 2007 SU1
- 2007 SV1
- 2007 SB2
- 2007 SK2
- 2007 SQ2
- 2007 SV2
- 2007 SW2
- 2007 SJ3
- 2007 SM4
- 2007 SL6
- 2007 SN6
- 2007 SO6
- 2007 SB7
- 2007 SE7
- 2007 SY7
- 2007 SC8
- 2007 SM8
- 2007 SJ9
- 2007 SW9
- 2007 SZ9
- 2007 SB10
- 2007 ST10
- 2007 SG11
- 2007 SR11
- 2007 SP12
- 2007 SS12
- 2007 SV12
- 2007 SV13
- 2007 SF15
- 2007 SK15
- 2007 SM16
- 2007 SM18
- 2007 SY18
- 2007 SF19
- 2007 SK19
- 2007 SH20
- 2007 SK20
- 2007 SN20
- 2007 SW20
- 2007 SJ21
- 2007 ST21
- 2007 SJ22
- 2007 ST22
- 2007 SV24
- 2007 SL25
- 2007 SQ25
- 2007 ST25
- 2007 SU25
- 2007 SW25
- 2007 SX25
- 2007 SA26
- 2007 SC26
- 2007 SD26
- 2007 SQ26
- 2007 SR26
- 2007 SS26
- 2007 SU26
- 2007 SW26
- 2007 SY26
- 2007 SC27
- 2007 SD27
- 2007 SE27
- 2007 SG27
- 2007 SJ27
- 2007 SK27
- 2007 ST27
- 2007 SW27
- 2007 SB28
- 2007 SC28
- 2007 SJ28
- 2007 SK28
- 2007 SM28
- 2007 SN28
- 2007 SO28
- 2007 SP28
- 2007 SQ28
- 2007 SR28
- 2007 ST28
- 2007 SV28
- 2007 SW28
- 2007 SY28
- 2007 SA29
- 2007 SB29
- 2007 SC29
- 2007 SD29
- 2007 SH29
- 2007 SJ29
- 2007 SN29
- 2007 SO29
- 2007 SP29
- 2007 SU29
- 2007 SV29
- 2007 SW29
- 2007 SY29
- 2007 SZ29
- 2007 SA30
- 2007 SB30
- 2007 SC30
- 2007 SD30
- 2007 SE30
- 2007 SF30
- 2007 SG30
- 2007 SH30
- 2007 SJ30
- 2007 SK30
- 2007 SM30
- 2007 SN30
- 2007 SP30
- 2007 SQ30
- 2007 SR30